# Hemigrammus vorderwinkleri
Hemigrammus vorderwinkleri és una espècie de peix de la família dels caràcids i de l'ordre dels caraciformes.

## Morfologia
- Els mascles poden assolir 3,3 cm de llargària total.[4]

## Hàbitat
Viu a àrees de clima subtropical entre 23 °C i 27 °C de temperatura.

## Distribució geogràfica
Es troba a Sud-amèrica: conca del  riu Negro.